# 杨守厚
杨守厚（9世纪—894年），本名常厚，唐朝末年武将。

## 生平

### 效力秦宗权
本名常厚，为叛唐的奉国军节度使秦宗权在上蔡的别将。常厚从均州、房州发兵攻夔州，阆州防御使王建遣将屯忠州，与夔州刺史毛湘呼应。文德元年（888年）十二月，秦宗权败亡。同月，毛湘弃城奔白帝城，常厚占据夔州，围白帝城。荆南留后郭禹率其将许存等以十櫂子兵寨攻常厚于南山，常厚派部下辱骂郭禹，其中夔州军校韩楚言骂得尤其厉害，郭禹放言抓到他就要肢解他。许存请求以壮士夜袭常厚营寨，获准，当夜上赤甲山，用巨石投击常厚营寨，常厚害怕，与一百人逃走，于是郭禹破常厚八寨，收复夔州。常厚奔万州，遭刺史张造抵抗，逃到绵州。韩楚言妻李氏说：“你曾经为常司空骂郭尚书（司空、尚书为朝廷分别授予常厚和郭禹的荣衔），现在早晚要被肢解了。”杀了韩楚言及二子一女后自杀。
常厚后来成为当权宦官杨复恭养子，改名杨守厚，被杨复恭任为绵州刺史。

### 效力杨守亮
大顺二年（891年）十月，唐昭宗攻打杨复恭官邸，杨复恭兵败出奔兴元府投靠养堂侄山南西道节度使杨守亮，与杨守亮和自己的其他养子武定军节度使杨守忠、龙剑节度使杨守贞及杨守厚一同举兵反抗朝廷，声称讨伐原为杨复恭养子但当时已投靠昭宗的天威都将李顺节（前名杨守立）。十二月，李顺节即因跋扈被昭宗诛杀。
同月，昭宗以东川军留后顾彦晖为东川节度使，遣中使宋道弼赐予旌节（节度使标志），杨守亮指使杨守厚劫夺之，囚禁宋道弼，并发兵攻东川军部梓州。顾彦晖求救于时任西川节度使王建，王建遣其将华洪、李简、王宗侃、王宗弼救东川，王宗侃破杨守厚七寨，与王建养子左威猛都知兵马使王宗瑶等打败杨守厚，杨守厚逃归绵州。王建密令诸将趁机劫持顾彦晖夺取东川，未果。
景福元年（892年），威戎节度使杨晟与杨守亮兄弟及感义军节度使满存、利阆观察使席俦等相约攻王建，二月，杨晟派其将吕尧（一作吕荛、李荛）率兵二千会合杨守厚攻梓州，王建遣时任行营都指挥使李简击杀吕尧，连克七寨，杨守厚遁走，王建献捷于朝廷。三月，杨晟被王建围攻，给杨守贞、杨守忠、杨守厚写信，让他们攻东川以解威戎军军部彭州之围，杨守贞等从之。杨守厚秘密诱导戍守梓州的神策督将窦行实做内应，但杨守厚到涪城时，窦行实暴露，被顾彦晖斩杀。顾彦晖出兵击退杨守厚。杨守贞、杨守忠军无所依靠，在绵、剑二州之间徘徊，王建遣牙将吉谏袭杨守厚军，杨守厚军还没组成队列就败走。杨守贞、杨守忠闻王建出兵，率众奔绵州，合兵攻东川，不能胜。李简又在钟阳打败杨守忠。四月，李简又在铜鉾打败杨守厚，斩获三千余人，收降一万五千人。华洪以一万军队屯绵州郊，打败杨守忠、杨守厚，二人兵分两路逃回阆州。
后来诸杨被王建和凤翔节度使李茂贞攻打。李茂贞上表提及顾彦晖旌节被杨守厚所夺，为顾彦晖再求得一份旌节。次年（893年），华洪克绵州，杨守厚出奔，将顾彦晖的旌节还给宋道弼并释放了他，旌节于是被华洪所得。李茂贞攻克山南西道军部兴元府，杨复恭、杨守亮等奔阆州。乾宁元年（894年）七月，李茂贞又攻克阆州，杨复恭、杨守亮等出奔。当月（《十国春秋·前蜀高祖世家上》作八月），杨守厚卒于巴州，部将常再荣举城投降王建，杨守厚麾下士兵也多投降王建。